# 村田町立村田第二中学校
村田町立村田第二中学校（むらたちょうりつ むらただいにちゅうがっこう）は、宮城県柴田郡村田町にある公立中学校。

## 学区
- 村田町立村田第二小学校学区[2]

## 沿革
- 1947年（昭和22年）4月1日 - 沼辺村立沼辺中学校として
- 1955年（昭和30年）4月20日 - 町村合併により村田町立沼辺中学校に改称
- 1963年（昭和38年）4月1日 - 村田町立村田第二中学校に改称

。

## 教育目標
- 夢と志を持ち、たくましく生きる人間性豊かな児童の育成く[3]

## 所在地
- 宮城県柴田郡村田町大字沼辺字二丁町32番地